# Rybák bahenní
Rybák bahenní (Chlidonias hybrida) je malý druh rybáka z rodu Chlidonias. Vzdáleně se podobá rybáku obecnému, má však šedé břicho a jen slabě vykrojený ocas. Hnízdí v jižní Evropě, jižní Asii, Africe a Austrálii. Populace severní polokoule jsou tažné, zimují v Africe. Rybák bahenní se živí malými rybami, obojživelníky, hmyzem a korýši. Má celkem tři poddruhy:
- Chlidonias hybrida delalandii (Mathews, 1912) – rybák bahenní africký
- Chlidonias hybrida hybridus (Pallas, 1811) – rybák bahenní evropský
- Chlidonias hybrida javanicus (Horsfield, 1822) – rybák bahenní australský

## Výskyt a rozšíření

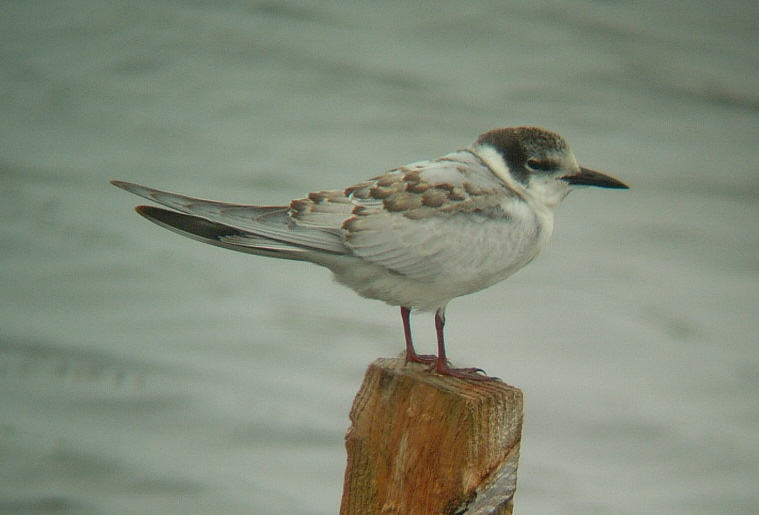
Jednoletý pták

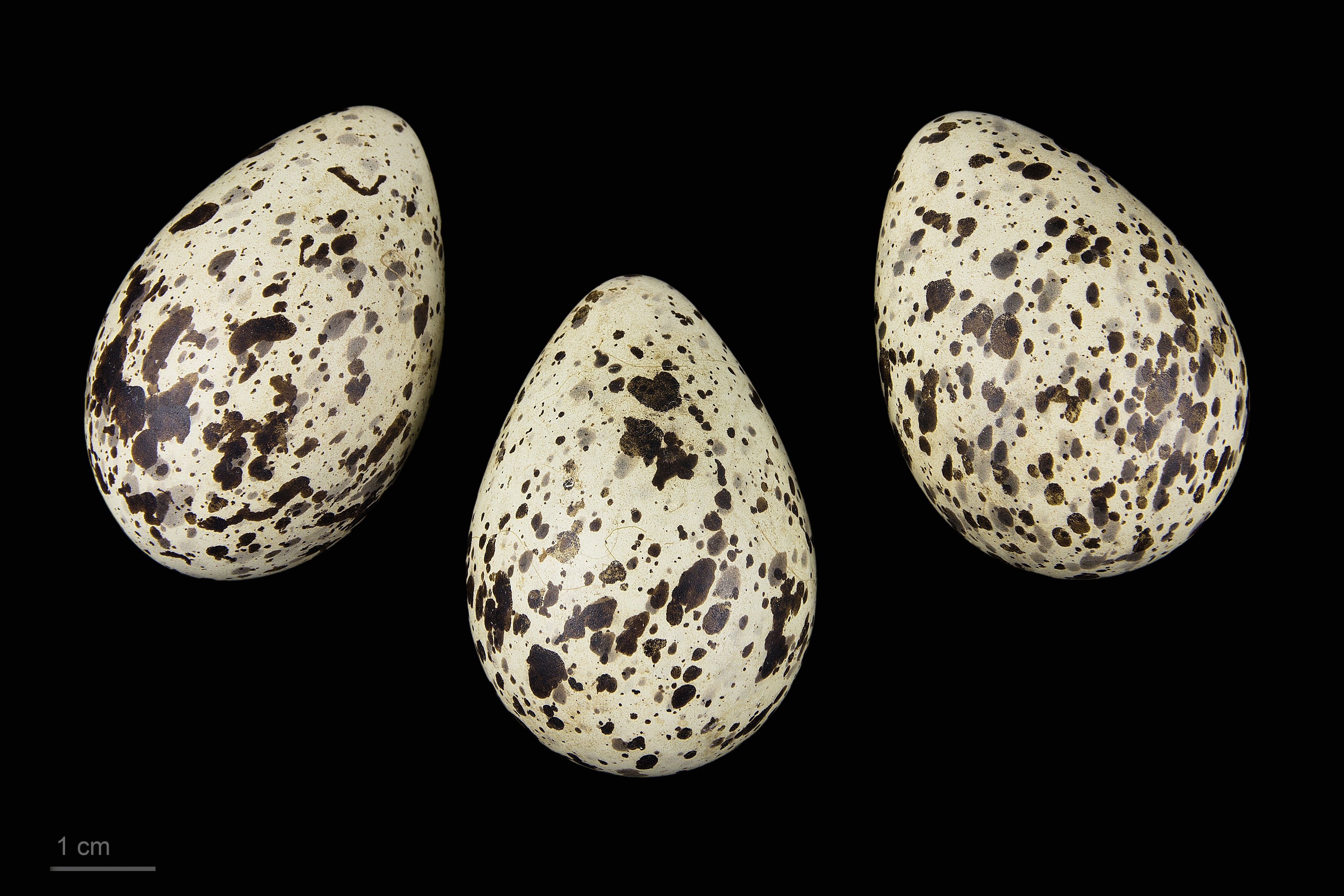
Chlidonias hybrida hybrida

Rybák bahenní evropský se mimo severní Evropy vyskytuje téměř v celé Eurasii, obzvláště v oblastech západní Asie a východní Evropy. Rybák bahenní africký naopak obývá především východní a jižní Afriku a rybáka bahenního australského najdeme celoročně v oblastech od Jávy po Austrálii.
Izolované populace ve východní Asii považují někteří vědci za samostatné. Všechny poddruhy rybáka bahenního osídlují lokality nepravidelně a mění místa poměrně často. Jedná se o ptáky tažné, kteří migrují až na velké vzdálenosti, většinou přezimují v západním Středomoří nebo v tropické západní Africe. Populace z jihovýchodní Evropy táhne na jihozápad, takže část přezimuje již v Rumunsku a část táhne dál, třeba až do Keni.
První pozorování tohoto druhu v Česku pochází až z roku 1949 z Hodonínska a je pravděpodobné, že se jednalo o poddruh rybák bahenní evropský. V současnosti v Česku výjimečně hnízdí rybáci bahenní na jižní Moravě a vzhledem k rozšíření těchto vodních ptáků v Polsku, nedaleko našich hranic, je v budoucnu možné i zahnízdění v Poodří.

### Populace
Počty párů v Evropě se odhadují na 87 000. IUCN řadí rybáka bahenního mezi málo dotčené druhy, přesto poslední dobou kvůli přirozenému úbytku klesají populace rybáků bahenních. Je to hlavně kvůli lidské činnosti, třeba kvůli znečišťování a zalidňování.

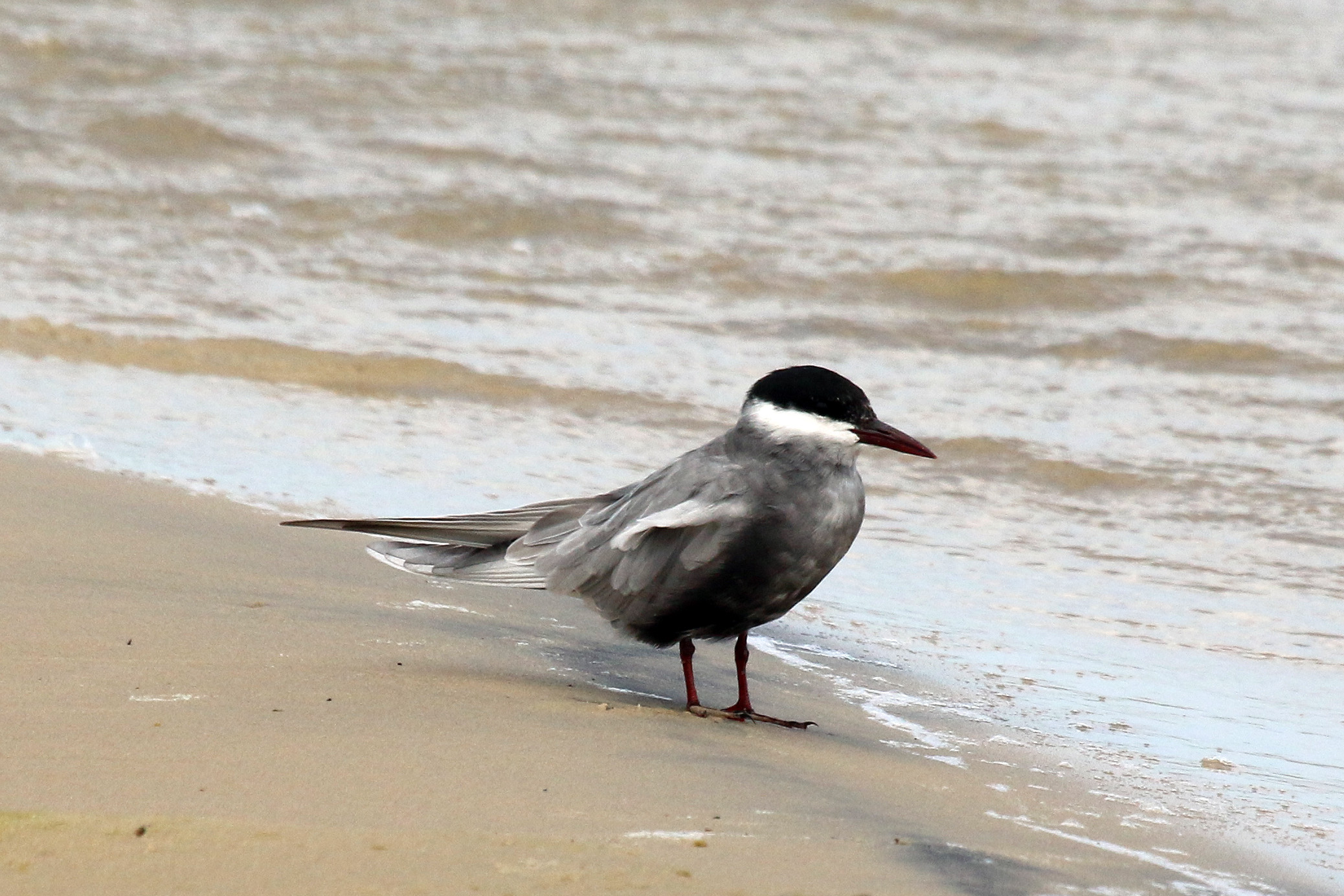
Pták ve svatebním šatu

## Popis
Rybák bahenní je jeden z větších druhů z čeledi rybákovitých. Délka těla se pohybuje od 24 do 28 cm a rozpětí křídel je 57 až 63 cm. Hmotnost mají okolo 100 g. Pohlavní dimorfismus je jen velmi nevýrazný nebo vůbec žádný, rozeznat samce od samice je těžké. Dospělí jedinci střídají dva druhy šatu; svatební a prostý.
Pokud má pták šat svatební, pak je vrch hlavy až po oko a šíji černý, ohraničený širokým bílým pruhem. Hřbet a horní ocasní pera jsou modravě šedá. Hrdlo je bílé, ale směrem k břichu postupně tmavne. Zobák i nohy jsou červené. V prostém šatu má jedinec čelo a předek temene bílé, zadní část temene je černá s bílými proužky, týl a šíje černé. Břicho je celé bílé. Zobák černý, nohy špinavě červené. Mladí ptáci se podobají dospělým v prostém šatu.